# Теюш (Бакеу)
Теюш (рум. Teiuș) — село у повіті Бакеу в Румунії. Входить до складу комуни Парава.
Село розташоване на відстані 220 км на північ від Бухареста, 28 км на південь від Бакеу, 104 км на південний захід від Ясс, 129 км на північний захід від Галаца, 128 км на північний схід від Брашова.

## Населення
За даними перепису населення 2002 року у селі проживала 301 особа, усі — румуни. Усі жителі села рідною мовою назвали румунську.